# Abdoul Abass Guiro
Abdoul Abass Guiro (sinh ngày 19 tháng 10 năm 1994) là một cầu thủ bóng đá chuyên nghiệp người Burkina Faso chơi ở vị trí trung vệ.
Abdoul Abass Guiro là tuyển thủ quốc gia Burkina Faso từ năm 2017. Tính đến nay, anh đã có tổng cộng 4 lần ra sân cho đội tuyển quốc gia.

## Sự nghiệp
Anh chuyển tới câu lạc bộ Becamex Bình Dương ở mùa giải 2022 nhưng chỉ thi đấu một trận chính thức rồi bị đội bóng này thanh lý.